# بجول‌بازی

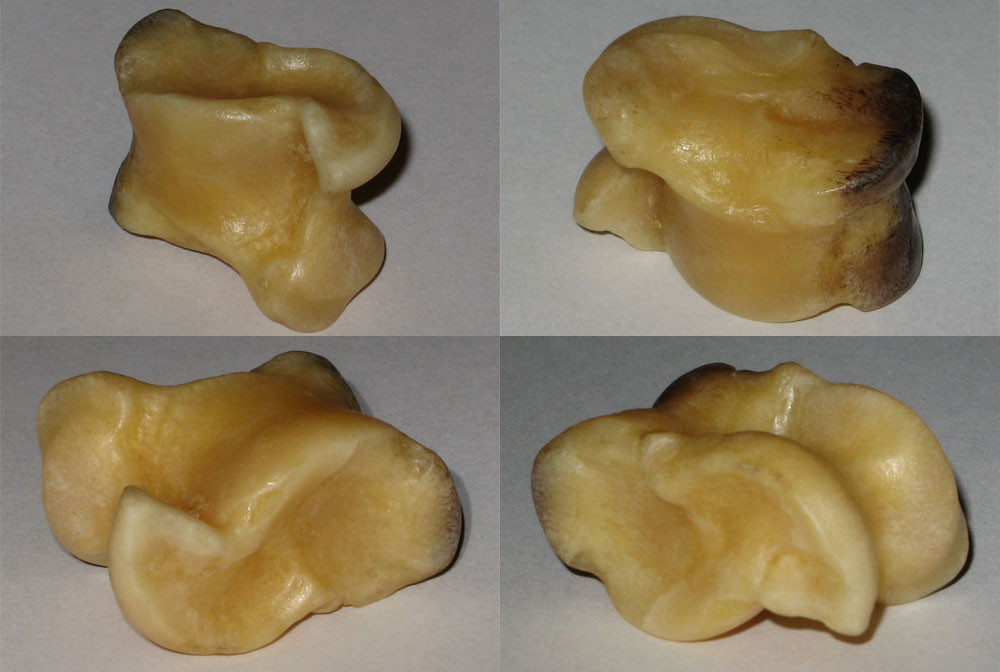
نام‌هایی که به موقعیت‌های احتمالی یک آشیق داده می‌شود، از بالا سمت چپ در جهت عقربه‌های ساعت: شتر، اسب، بز و گوسفند نام دارند.

شاگای (به مغولی: шагай)، چوکو (به قرقیزی: чүкө، تلفظ[tʃyˈkœ])، آسیک، آشیک، اوشوق (به قزاقی: асық، تلفظ&nbsp;[ɑˈsəq])، آشیق (به ترکی استانبولی: aşık، اویغوری: هوشۇق، تاجیکی: ошуқ) یا گاچوها (به مانچو :ᡤᠠᠴᡠᡥᠠ) همگی واژگانی هستند که اشاره به استخوان تالوس (بجول) در مُچ پای گوسفند یا بز دارند. استخوان‌ها جمع‌آوری می‌شوند و برای بازی‌های سنتی و فال‌بینی در سراسر آسیای مرکزی استفاده می‌شوند و بازی‌هایی که شامل استخوان‌های مچ پا می‌شوند، نوعی از قاپ‌بازی مختص آسیای میانه محسوب می‌شوند که ممکن است با واژگانی هم‌نام با استخوان نامیده شوند، یا اسامی متفاوت دیگری داشته باشند. استخوان تالوس ممکن است با رنگ‌های روشن رنگ آمیزی شود. چنین استخوان‌هایی در طول تاریخ مورد استفاده قرار گرفته‌اند و گمان می‌رود شکل اولیه‌ای از تاس باشند.
بازی‌های شاگای به ویژه در جشن‌های تابستانی مغولستان محبوب هستند. وقتی شاگای پرتاب شد، به‌طور کلی ممکن است در یکی از چهار وجه خود فرود می‌آید: اسب، شتر، گوسفند یا بز. سمت پنجم، گاو، در زمین ناهموار امکان‌پذیر است.
مغول‌ها هنوز هم امروزه شاگای را به عنوان نشانه دوستی مبادله می‌کنند. شاگای ممکن است در یک کیسه کوچک نگهداری شود.
علاوه بر این، مغول‌ها (معمولاً مردان) شاگای گرگ (در این مورد پاشنه پای گرگ) را جمع‌آوری می‌کنند که احتمالاً به دلیل شباهت سطحی استخوان به اندام تناسلی نرینه است که به عنوان نشانه‌های خوش شانسی در نظر گرفته می‌شوند.

## فال
در بخت گشایی، چهار شاگای بر روی زمین می‌غلطند. دو طرف محدب، اسب و گوسفند، خوش شانس در نظر گرفته می‌شوند و اسب خوش شانس‌ترین وجه تاس است. اضلاع با تورفتگی مقعر بز و شتر را نشان می‌دهند و بدشانس تلقی می‌شوند. غلت زدن هر چهار طرف در یک پرتاب نشان دهنده خوش شانسی است.

## بازی‌ها

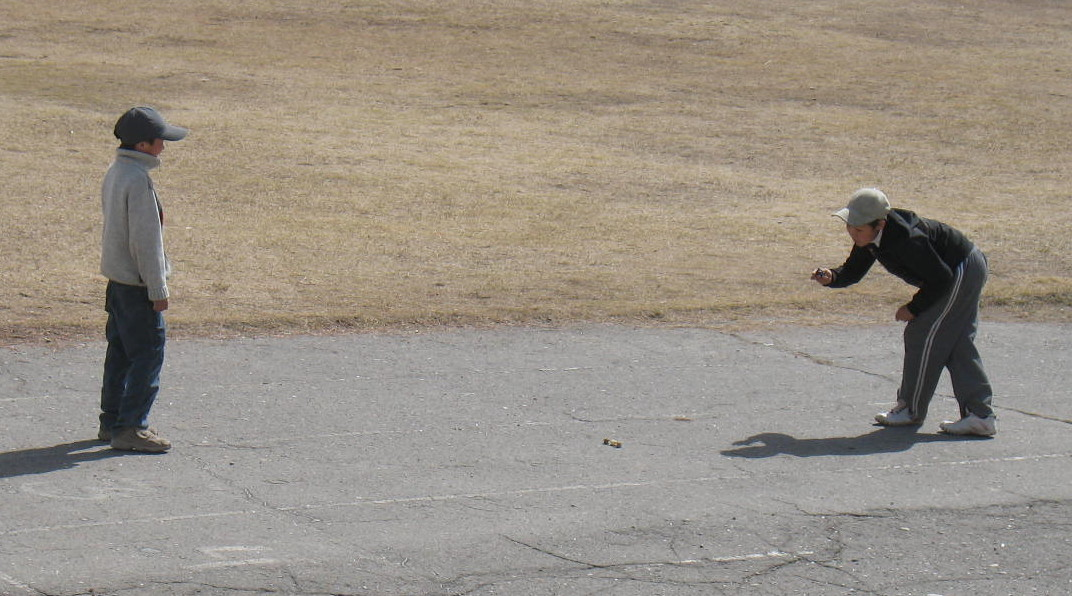
پسران قرقیزستانی در ورزشگاه نارین، قرقیزستان، بازی مبتنی بر چوکو را برای تفریح انجام می‌دهند.

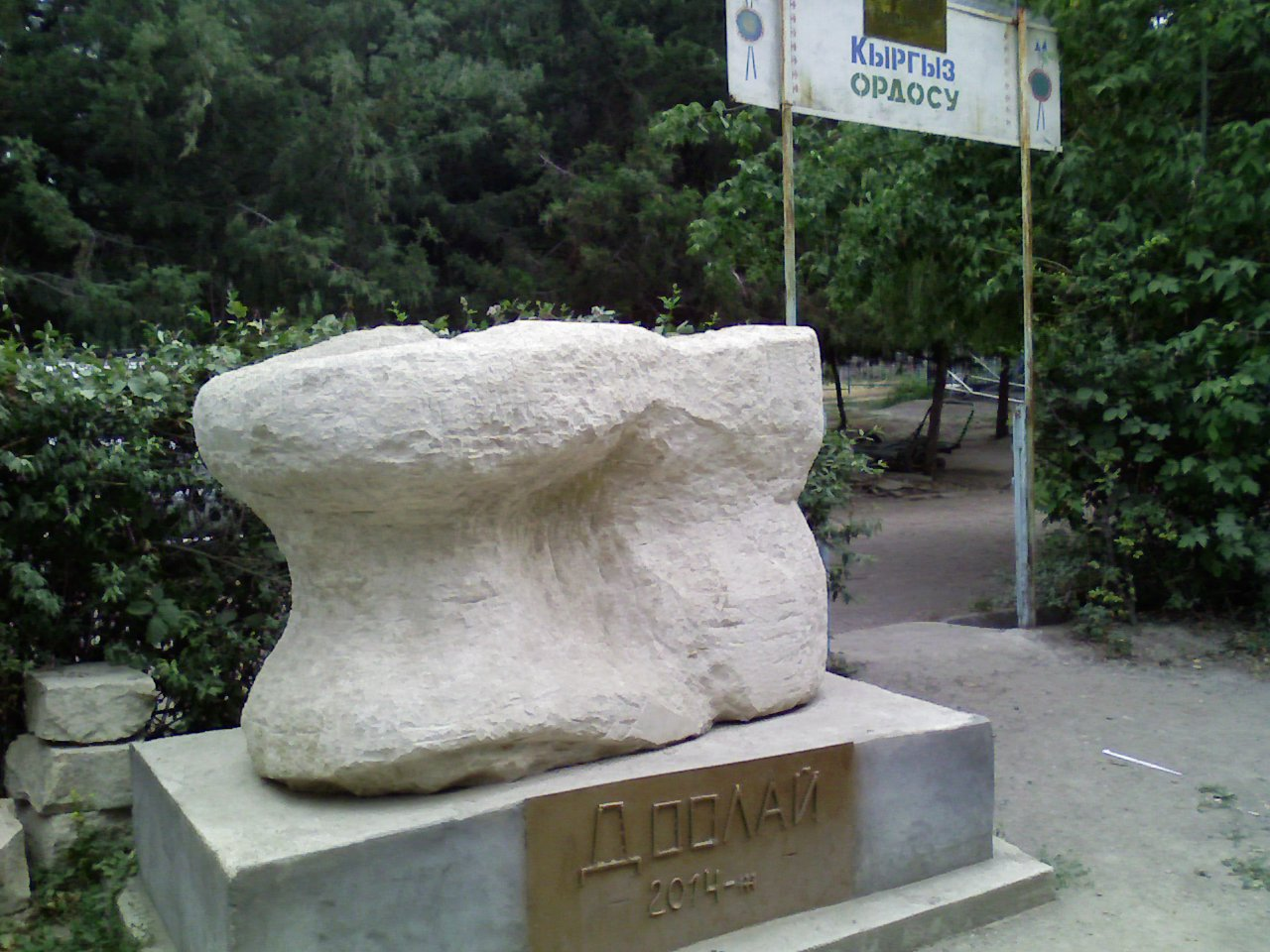
بنای یادبود در محل بازی‌ها در اوش، قرقیزستان.

طیف گسترده‌ای از بازی‌های سنتی مغولی با استفاده از قطعات شاگای انجام می‌شود. بسته به بازی، استخوان‌های مچ پا ممکن است مانند تاس پرتاب شوند، مانند تیله تکان داده شوند، با تیر به سمت آنها شلیک شود، در دست‌ها گیر بیفتند، یا به سادگی بر اساس چرخش قالب جمع شوند. در بسیاری از بازی‌ها، طرفی که قطعه پرتاب شده روی آن فرود می‌آید (اسب، گوسفند، شتر یا بز) اهمیت دارد.
برای یکی از محبوب‌ترین این بازی‌ها، تورنمنتی عمومی برگزار می‌شود که بیشتر در طول جشنواره سنتی نادام در مغولستان برگزار می‌شود. در این بازی، مهره‌ها با انگشت وسط یک دست، در امتداد یک تخته چوبی (خاشلگا = ریل حصار) که در دست دیگر نگه داشته می‌شود، تکان داده می‌شود. هدف ضربه زدن به یک هدف از فاصله حدود ۱۰ متری است.
بازی‌های مبتنی بر چوکو در قرقیزستان و در بین قرقیزها بسیار محبوب است.
بازی تیراندازی به این استخوان، به نام اوردو (Ordo) در بازی‌های جهانی عشایر از سال ۲۰۱۴ میلادی برگزار گردید.
در فارسی تاجیکستان به استخوان تالوس، «بجول» و به بازی آن «بجول‌بازی» می‌گویند.